# Mace Coronel
Mace Coronel (* 10. März 2004 in New York City) ist ein US-amerikanisch-niederländischer Schauspieler, der hauptsächlich in Produktionen des Fernsehsenders Nickelodeon zu sehen ist.

## Leben
Sein Vater ist niederländischer Abstammung. Mace Coronel besitzt sowohl die amerikanische als auch die niederländische Staatsbürgerschaft, außerdem spricht er fließend niederländisch.
Coronel ist seit 2012 als Schauspieler aktiv und war in einer Reihe von Kurzfilmen und einigen Fernsehproduktionen zu sehen. Seinen ersten, kleinen Durchbruch hatte er im Alter von sieben Jahren, als er durch Episoden von Hart of Dixie und der CBS-Seifenoper Reich und Schön bekannt wurde.
Coronel spielte ab 2014 in der US-amerikanischen Sitcom Nicky, Ricky, Dicky & Dawn die Rolle des Dicky Harper, der sehr auf sein Aussehen achtet und sich Sorgen darüber macht, was andere Leute über ihn denken. Im August 2017 stieg er während der laufenden Produktion der vierten Staffel aus der Serie aus, wodurch die letzten Staffelfolgen ohne ihn gedreht wurden. Ab 2023 spielte er in der Netflix-Serie Die wilden Neunziger, der Fortsetzung der Serie Die wilden Siebziger, den Jay Kelso und damit den Sohn der Figuren von Mila Kunis und Ashton Kutcher.
Coronel lebt in New York und Nevada. Er hat eine Schwester.

## Filmografie (Auswahl)
- 2012: Hart of Dixie (Fernsehserie, Episode 2x13)
- 2013–2014: Reich und Schön (Fernsehserie, 9 Folgen)
- 2014: Mission Weihnachtsmann (Santa Hunters, Fernsehfilm)
- 2014–2018: Nicky, Ricky, Dicky & Dawn (Fernsehserie, 79 Folgen)
- 2015: Nickelodeons Superstars Superweihnachten (Nickelodeon’s Ho Ho Holiday Special, Fernsehfilm)
- 2017: Nickelodeons Super Sommercamp Special (Nickelodeon’s Sizzling Summer Camp Special, Fernsehfilm)
- 2023–2024: Die wilden Neunziger (That '90s Show, Fernsehserie, 26 Folgen)